# سيفيرو أنتونيللي
سيفيرو أنتونيللي (بالإنجليزية: Severo Antonelli)‏ هو مصور أمريكي، ولد في 1907، وتوفي في 1995.